# Nowa Giełda we Wrocławiu
Nowa Giełda (niem. Neue Börse) – XIX-wieczny budynek giełdy wrocławskiej, do 2018 roku siedziba Klubu Sportowego Gwardia.

## Historia budynku

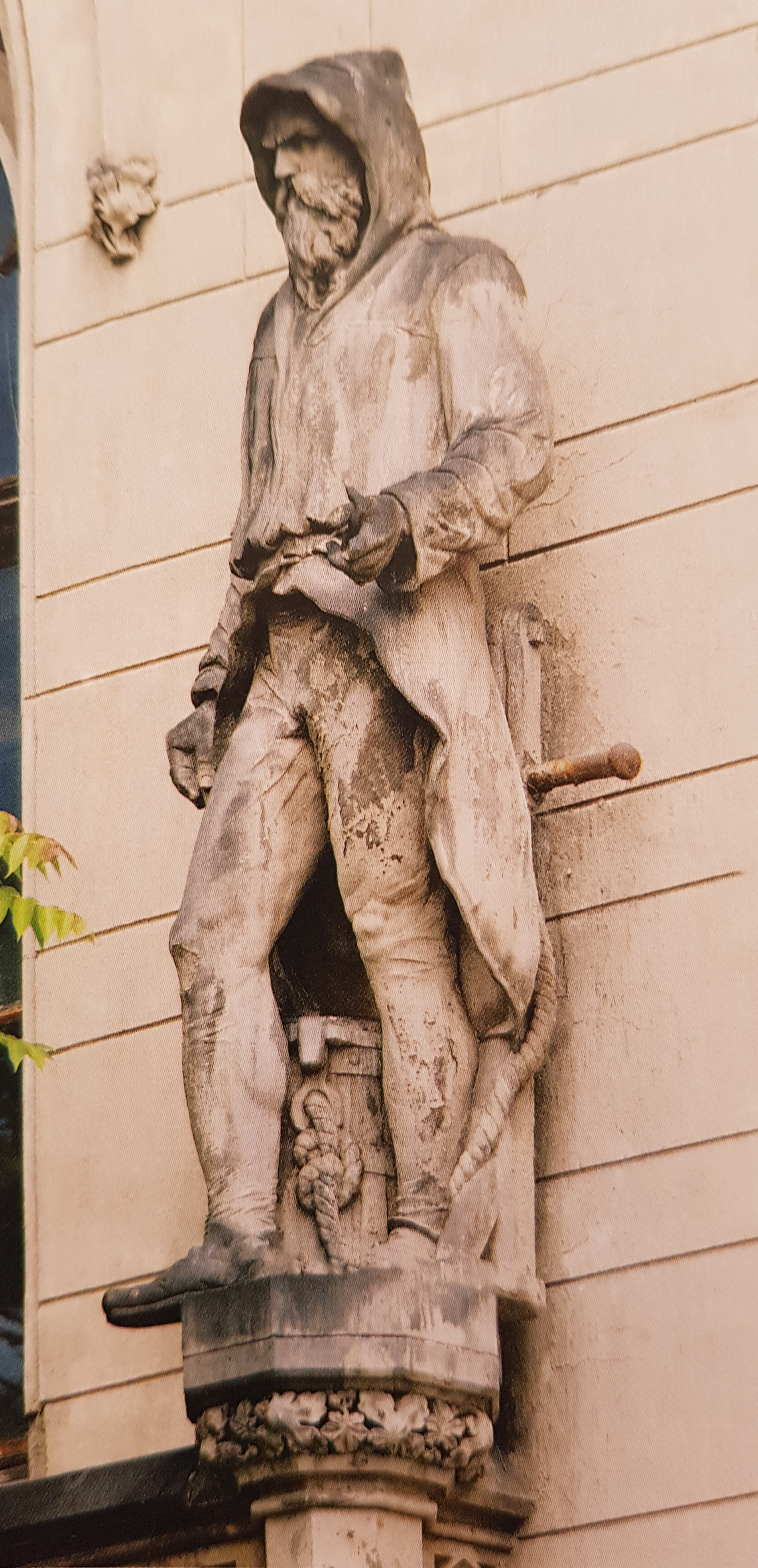
Rzeźba autorstwa Hermanna Michaelisa przedstawiająca alegorię górnictwa, południowa elewacja Nowej Giełdy

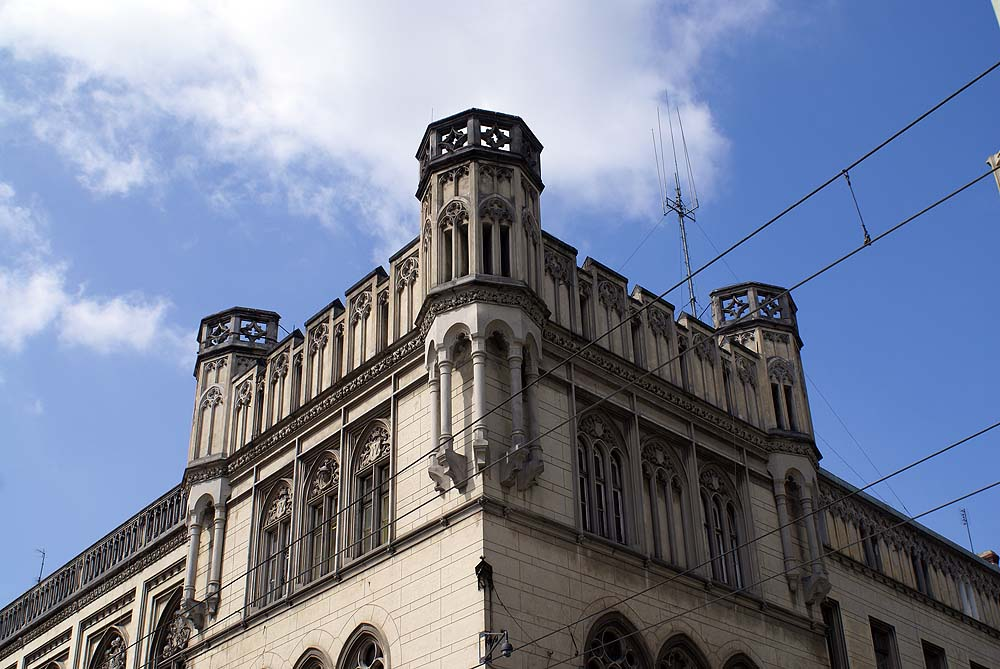
Narożnik północno-wschodni z widocznymi dwoma ryzalitami i z narożnymi wieżyczkami wspartymi na smukłych kolumienkach

Giełda we Wrocławiu powstała w XVII wieku. Jej zadaniem było rozstrzyganie sporów pomiędzy kupcami oraz ustalanie cen towarów. Transakcje na giełdzie prowadzono za pośrednictwem maklerów, których statut uchwalono w 1670 roku. Giełda prowadziła handel różnymi towarami z wieloma krajami Europy oraz Ameryki Południowej. Pierwszą siedzibą giełdy był budynek Starej Giełdy mieszczący się na pl. Solnym 16.
W 1863 roku ogłoszono konkurs na budowę nowego budynku Nowej Giełdy. Jednym z autorów prac był architekt Karl Lüdecke (1826–1894), który na konkurs zaprezentował dwa projekty: jeden utrzymany w stylu neogotyckim, a drugi w stylu neorenesansowym. Ostatecznie jury wybrało projekty Lüdeckego, a do realizacji przedłożono obie prace, które połączono. W rezultacie nowy budynek miał zostać zrealizowany w stylu dojrzałego gotyku niemieckiego z akcentami angielskiego neogotyku Tudorów i z elementami neorenesansowymi, wzniesiony w reprezentatywnej części miasta – naprzeciw gmachu sejmu prowincjonalnego, obok Pałacu Królewskiego.

## Opis architektoniczny

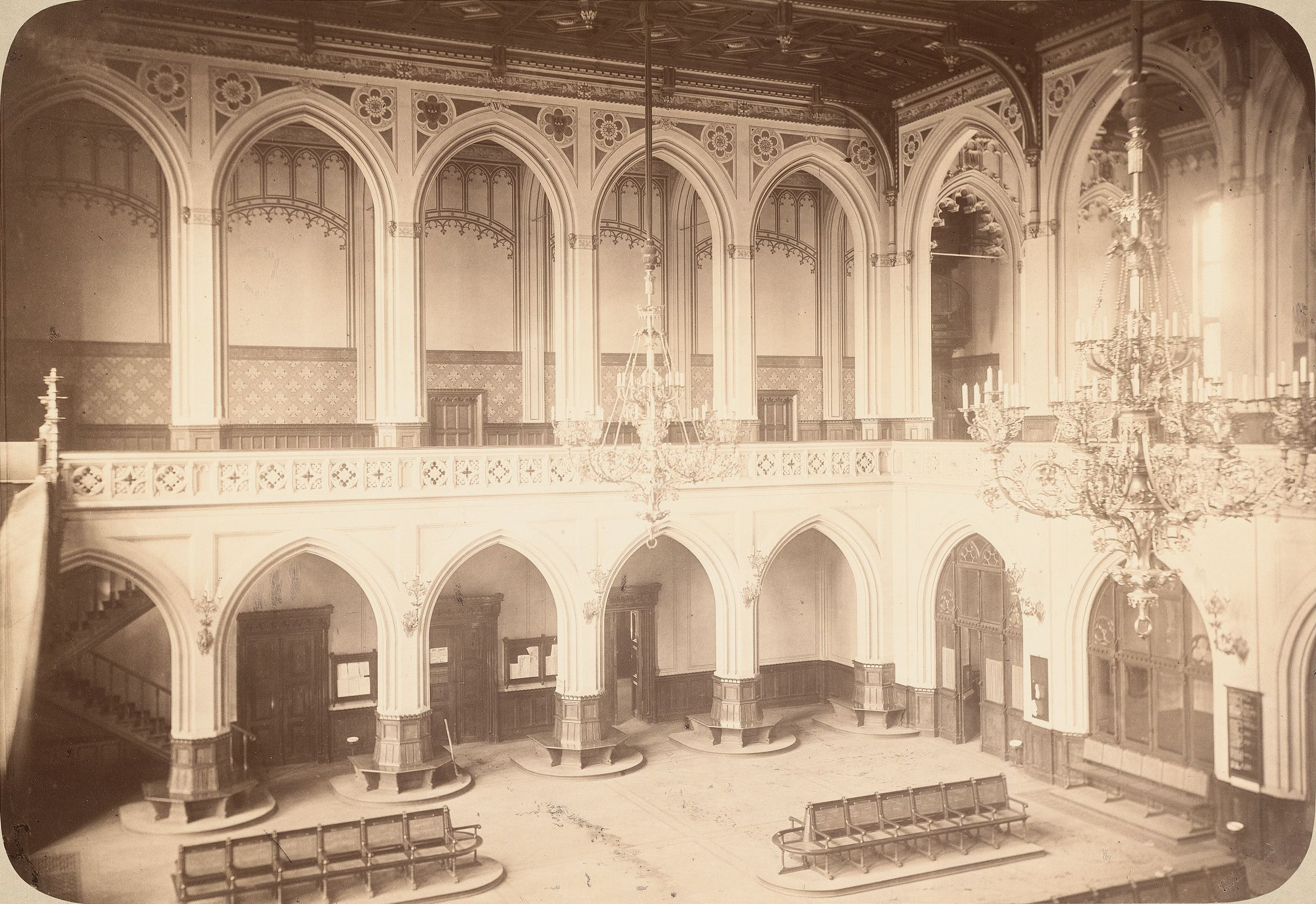
Wnętrze budynku około 1867 r.

Realizacja projektu rozpoczęła się w 1864 roku. Budynek powstał na planie trapezu zbliżonego do kwadratu. Jest trzykondygnacyjnym, a w części południowej czterokondygnacyjnym budynkiem ceglanym pokrytym tynkiem o piaskowym kolorze imitującym kamienne boniowanie. Czterokondygnacyjna część nakryta jest attyką. Całość łączy cechy okazałego pałacu z elementami obronnymi w rodzaju delikatnego krenelażu attyki z narożnymi wieżyczkami wspartymi na smukłych kolumienkach stojących na wmurowanych w elewację wspornikach. Narożnik północno-wschodni (róg ulicy Krupniczej i Włodkowica) za sprawą zetknięcia się dwóch ryzalitów sprawia wrażenie masywniejszego; narożnik południowo-wschodni takiego efektu nie daje z powodu braku ryzalitu na elewacji południowej (od strony promenady). W fasadzie, na pierwszych dwóch kondygnacjach, umieszczono ostrołukowe, a powyżej prostokątne okna. W części frontowej znajduje się pięcioosiowy portyk wejścia głównego. Elewacja południowa posiada osiem dużych okien typu portfenetr oraz wejście boczne w tym samym kształcie. Nad nimi biegnie maswerkowa balustrada płytkiego balkonu, przechodząca nad trzecią osią w taras. Fasada północna przyjmuje bardzo skromne formy. Całość pokryta jest ornamentami i rzeźbami związanymi z głównymi gałęziami śląskiej gospodarki i z funkcją giełdy. Na frontowej fasadzie umieszczono rzeźby z piaskowca będące personifikacją Rolnictwa, Pasterstwa, Handlu i Żeglugi autorstwa niemieckiego rzeźbiarza Karla Kerna. Postać symbolizująca handel jest portretem architekta Karla Lüdeckego. Na elewacji południowej, na skrajach balustrady umieszczone zostały rzeźby-alegorie Hutnictwa i Górnictwa. Attyka ozdobiona jest herbem Wrocławia, atrybutami Przemysłu i Handlu, datą budowy oraz ozdobnymi elementami wykonanymi przez niemieckiego rzeźbiarza i snycerza Hermanna Michaelisa.
Najważniejszą i najbardziej reprezentatywną salą w budynku była sala giełdowa oświetlona podwójnymi rzędami arkad wychodzącymi na płytki dziedziniec w zachodniej części budynku. Pierwotnie sala była bogato ozdobiona w neogotyckim stylu, przykryta była drewnianym kasetonowym stropem. W 1928 roku wnętrza przebudowano według projektu Heinricha Lauterbacha, nadając im prosty modernistyczny wystrój, niszcząc wcześniejsze zdobienia. Sala giełdowa służyła również jako sala wykładowa oraz koncertowa. 6 lutego 1891 roku w budynku koncertował Ignacy Jan Paderewski, co upamiętnia tablica wykonana z brązu i umieszczona na budynku z inicjatywy Fundacji Odbudowy Demokracji im. I. Paderewskiego w 2017 roku.

## Po 1945
Po II wojnie światowej budynek stał się własnością milicyjnego klubu sportowego „Gwardia” Wrocław. W 1952 roku wnętrza budynku zostały przebudowane na halę sportową. Obiekt był użytkowany przez klub do początku 2019 roku. Do 2021 roku był własnością Agencji Mienia Wojskowego. W 2021 roku budynek został sprzedany za kwotę ponad 16 mln firmie Van Pur